# Matthias Stumpf
Matthias Stumpf (* 22. April 1755 in Zürich; † 1806 ebenda) war ein Schweizer Maler, Zeichner und Radierer.

## Leben

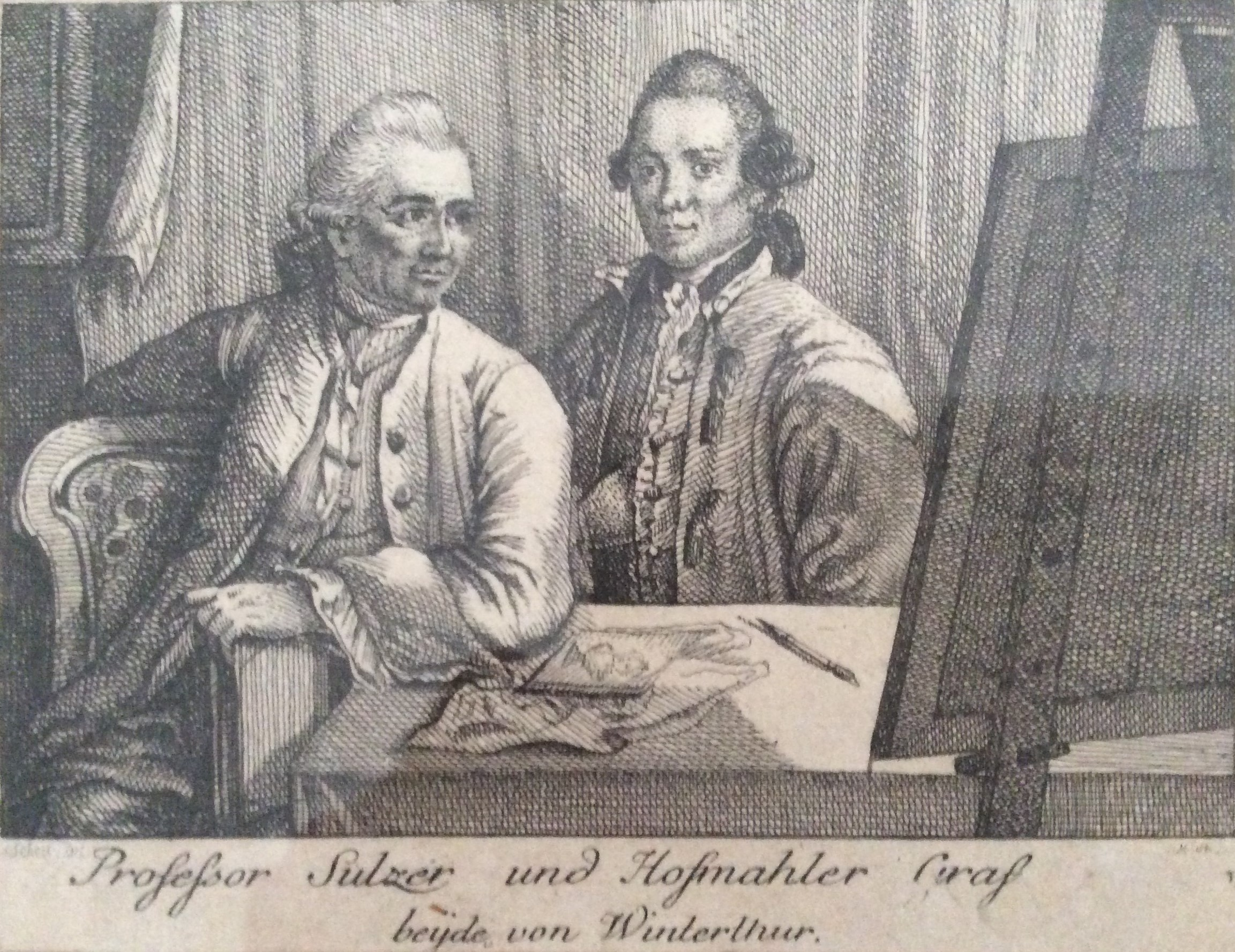
Johann Georg Sulzer und Schwiegersohn Anton Graff um 1780. Kupferstich von Matthias Stumpf nach Johann Rudolf Schellenberg.

Matthias Stumpf erlernte unter anderen bei Johann Heinrich Wilhelm Tischbein Zeichnerei und Malerei. Er war eng mit Johann Heinrich Lips und Johann Heinrich Werdmüller befreundet. Johann Kaspar Lavater förderte den jungen Künstler, der für Lavater einige Blätter und Illustrationen für die Physiognomischen Fragmente stach. Lavater hat wiederholt die Arbeiten von Stumpf kritisiert. Unter ein Selbstporträt von Stumpf setzte er am 29. August 1797 die Zeilen: „Stumpf von Stumpf gemahlt, stumpf./ Ohne Charakter / und Wahrheit./ Dennoch ist Geist des Bemerkens und weise Ruh’ im Gesichte“. Matthias Stumpf schuf im letzten Drittel des 18. Jahrhunderts etliche Illustrationen für Zürcher Publikationen. Mit Werdmüller veröffentlichte er 1800 das Pamphlet Phönix in Helvetien, am Ende des XVIII. Jahrhunderts. Ein Diskurs zu Zürich im Junius 1800. Der Eintracht gewidmet.